# Las Vildas
Las Vildas – potoczna nazwa pawilonów handlowych położonych na Wildzie blisko Rynku Wildeckiego w Poznaniu znajdujących się do końca stycznia 2018 roku przy skrzyżowaniu ulic Sikorskiego i 28 Czerwca. Zostały one wyburzone w lutym 2018 roku.

## Historia
Na początku lat 70. XX wieku na terenie tym zaplanowano budowę nowoczesnego osiedla. W rejonie ulic: Dolina, Czajcza, Gwardii Ludowej (obecnie Wierzbięcice), Krzyżowa, Killińskiego, Prądzyńskiego, Czarnieckiego, Chwiałkowskiego (obecnie Spychalskiego) oraz Przemysłowa zaplanowano budowę osiedla dla 1500 mieszkańców i wysokiej zabudowy. W 1973 roku odbył się konkurs do którego zgłoszono 8 projektów, ale nie został rozstrzygnięty. Budowy osiedla nie zrealizowano z powodu podmokłego terenu.
Nazwa pochodziła od budki z charakterystycznym szyldem Las Vildas, która wraz z innymi blaszakami została rozebrana w lutym 2018 roku. Na miejscu bazarku powstał dziewięciokondygnacyjny budynek z 66 mieszkaniami „Fyrtel Wilda”. Projekt przygotowała pracownia CDF Architekci.